# Barad Eithel
Barad Eithel (‘torre del nacimiento fluvial’ en sindarin) es una fortaleza de los Noldor descrita en el legendarium del escritor británico J. R. R. Tolkien, que aparecen en su novela  El Silmarillion.

## Ubicación
Situada en la cara oriental de las Ered Wethrin, en el nacimiento del río Sirion, esta fortaleza controlaba la 
llanura de Ard-Galen hasta las puertas de Angband. A través de las Ered Wethrin vigilaba un paso que comunicaba con Hithlum.

## Historia
Principal fortaleza élfica de las montañas del norte, Fue construida por Fingolfin, como su residencia y principal fortaleza Noldor en el norte. Desde esta fortaleza y durante el sitio de Angband, los Noldor patrullaron Ard-Galen, que era constantemente asaltada por orcos. 
En el año 455 de la P.E., durante la batalla de la Dagor Bragollach, Angband inundó con ríos de fuego las verdes llanuras de Ard-Galen, que quedaron convertidas en un páramo desolado de cenizas, conocido desde entonces como Anfauglith. Los Noldor se vieron obligados a replegarse a Barad Eithel, donde resistieron la fuerte embestida de los ejércitos de Morgoth.
Hador y su hijo menor Gundor fueron muertos durante los combates que se sucedieron en esta batalla, pero la fortaleza resistió. Desesperado ante tanta muerte y destrucción, Fingolfin retó en singular combate a Morgoth, que lo aceptó. La lucha fue terrible, pero Fingolfin pereció, no sin herir repetidas veces a su rival.
Tras la muerte de Fingolfin, su hijo Fingon heredó el trono de su padre y se convirtió en el Rey de los Noldor, estableciendo su capital en Barad Eithel. En el 462 de la Primera Edad, Morgoth envió un nuevo ejército contra Hithlum, sitiando Barad Eithel en cuya defensa cayó Galdor el Alto, pero Húrin resistió e hizo retroceder a los ejércitos de la sombra.
Años después, al inicio de la Nirnaeth Arnoediad, Fingon había acordado una estrategia con Maedhros, que debía enviarle una señal a Barad Eithel, con la que iniciar un ataque en tenaza sobre los ejércitos Angband. Maedhros no pudo cumplir su misión al verse enzarzado en una lucha con los Orientales, fue entonces cuando Morgoth aprovechó la ocasión para enviar un ejército a través de Anfauglith contra Barad Eithel. Las fuerzas de la sombra mostraron ante las murallas de la fortaleza de Fingon a Gelmir, señor de Nargothrond, hermano de uno de los capitanes defensores de Barad Eithel, Gwindor. El prisionero fue mutilado a la vista de todos, siendo así que su hermano, preso de la ira, lanzó un ataque alocado contra Morgoth, inflamando el espíritu guerrero de los Noldor, que cargaron a caballo contra las tropas de orcos, uniéndose Fingon a la lucha. Muy cerca estuvieron de derrotar a Morgoth, al que acorralaron en Angband, pero finalmente fueron derrotados los ejércitos aliados de Elfos y Hombres, siendo Barad Eithel destruida por las huestes de la sombra.
Los ruinosos restos de Barad Eithel, desaparecieron bajo las aguas del Belegaer, junto con todo Beleriand, al finalizar la Primera Edad.